# Magnolia kachirachirai
Magnolia kachirachirai este o specie de plante din genul Magnolia, familia Magnoliaceae. A fost descrisă pentru prima dată de Ryozo Kanehira și Yoshimatsu Yamamoto, și a primit numele actual de la James Edgar Dandy. A fost clasificată de IUCN ca specie în pericol. Conform Catalogue of Life specia Magnolia kachirachirai nu are subspecii cunoscute.